# Skarpkölad skivsnäcka
Skarpkölad skivsnäcka (Anisus vortex) är en snäckart som först beskrevs av Carl von Linné 1758.  Skarpkölad skivsnäcka ingår i släktet Anisus, och familjen posthornssnäckor. Arten är reproducerande i Sverige.